# Братья Салимбени

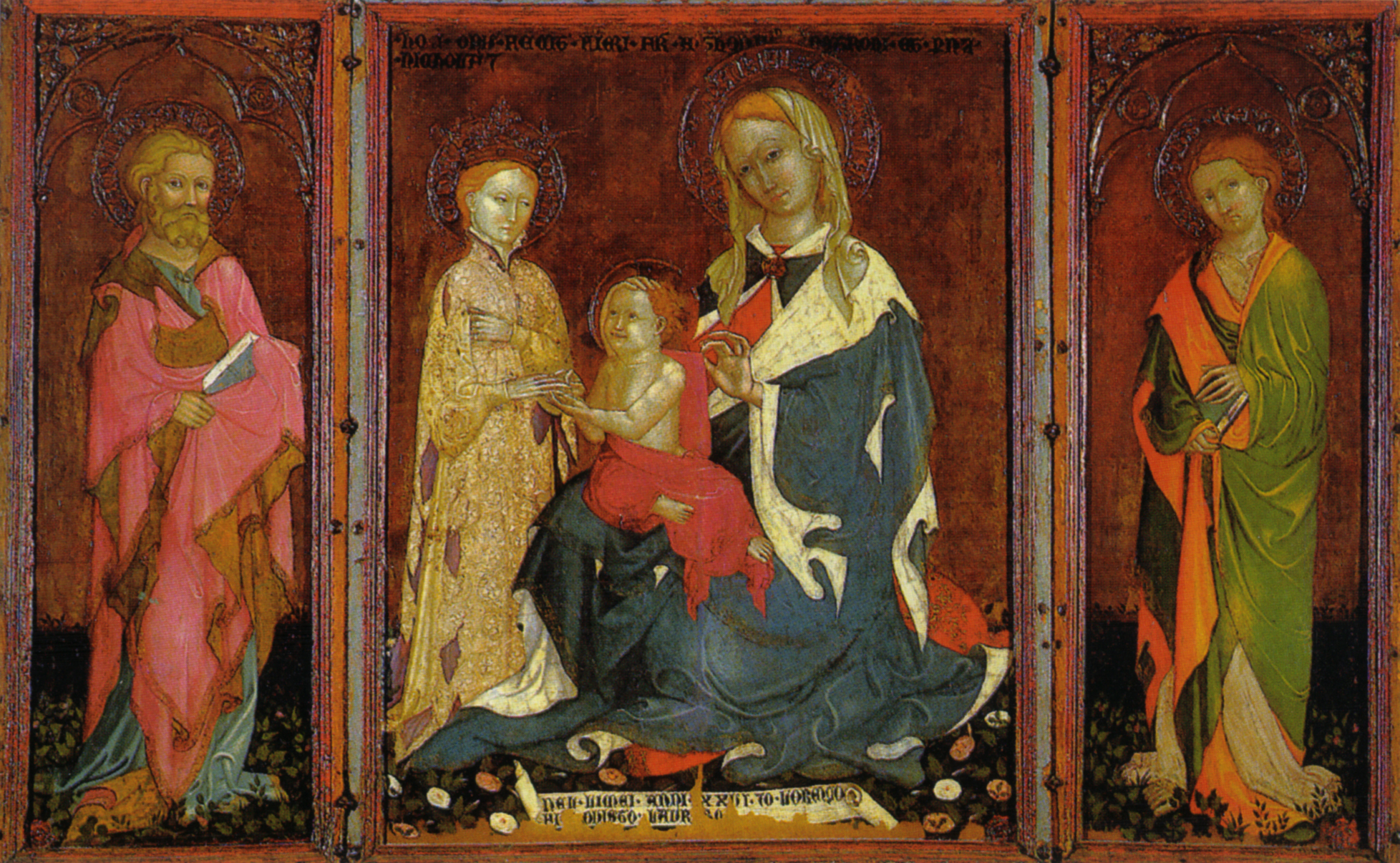
Лоренцо Салимбени. Триптих «Мистическое обручение св. Екатерины». 1400 г. Сан Северино, Пинакотека

Братья Лоренцо (1374 — ок. 1418) и Якопо Салимбени (ок. 1370/80 — до 1427) — итальянские художники, работавшие в стиле «интернациональной готики».
Точных сведений о дате и месте рождения братьев Салимбени не существует. Вероятно, оба художника родились в городе Сан-Северино. Приблизительная дата рождения Лоренцо была вычислена благодаря надписи на триптихе «Мистическое обручение св. Екатерины» (1400 г. Сан-Северино, Пинакотека). Исследователи их творчества считают, что Лоренцо был на несколько лет старше Якопо; его имя обнаружено на четырёх произведениях: кроме триптиха из Пинакотеки Сан Северино, это фрески в церкви Санта Мария делла Мизерикордиа (1404 г., Сан-Северино), фрески в крипте церкви Колледжата в Сан-Джинезио (1406 г.), и «Распятие» в церкви Сан-Лоренцо ин Дольоло в Сан-Северино (1407 г.). Совместные подписи братьев Салимбени стоят под фресками в капелле старого собора в Сан-Северино, где они изобразили сцены из жития Иоанна Богослова, и в оратории Сан-Джованни Батиста (Иоанна Крестителя) в городе Урбино, которые были закончены в 1416 году. Кроме этих произведений братьям Салимбени приписывают фреску алтарной стены в церкви Сан-Доменико в городе Чинголи, изображение аллегорического древа с пророками и отцами церкви в Ораторио деи Фрателли Беккетти в Фабриано, а также фрески в Палаццо Тринчи, в Фолиньо.
В искусствознании утвердилась точка зрения, что лидирующая роль в дуэте принадлежала Лоренцо. И хотя большинство существующих работ подписано одним именем Лоренцо, искусствоведы считают, что Якопо был его соавтором во многих известных сегодня произведениях. Некоторые исследователи, в частности Пьетро Дзампетти, пытались найти способы определить особенности манеры каждого художника, но все подобные попытки носят исключительно спекулятивный характер и не имеют убедительного подтверждения.
Оба мастера работали в стиле интернациональной готики, для которого характерны изысканные тона, текучесть рисунка силуэтов, праздничная декоративность, и некоторая театральность жестикуляции. Возможно, к этому стилю их приобщил работавший в провинции Марке художник Дзанино ди Пьетро. Творчество братьев Салимбени демонстрирует близость искусству Джентиле да Фабриано, несмотря на то, что он вряд ли мог быть их учителем, поскольку фактически принадлежал к тому же поколению. Кроме того, исследователи усматривают в работах Лоренцо и Якопо большую близость к сиенской школе живописи, а именно, к творчеству Бартоло ди Фреди, в частности его фрескам в церкви Колледжата в Сан-Джиминьяно.
Фрески братьев Салимбени причисляют к так называемому «придворному стилю» («придворная готика») — разновидности готической живописи, для которой было характерно подчеркнутое внимание к элегантности персонажей, роскошности одежд и украшений, и изяществу в трактовке фигур. Этот стиль был распространён как в северной Италии, так и при других европейских дворах, а сам термин был введен в 1895 году немецким искусствоведом Юлиусом фон Шлоссером (1866—1938).

## Фрески в Оратории Иоанна Крестителя в Урбино

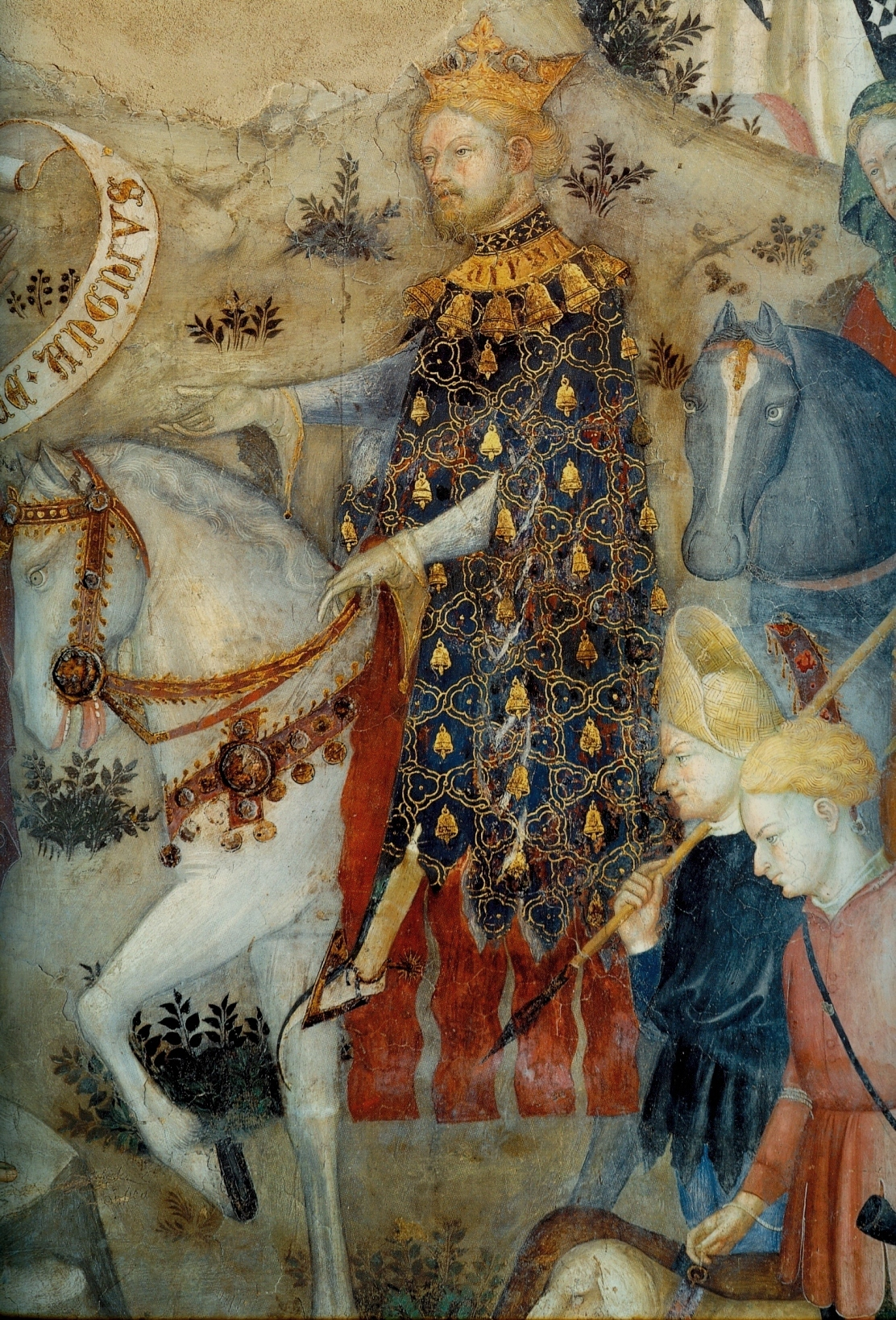
Салимбени. Царь Ирод. Деталь фрески «Иоанн проповедует перед Иродом»

Несомненным шедевром в творчестве братьев Салимбени являются фрески в церкви Сан-Джованни Батиста (Св. Иоанна Крестителя) в Урбино, завершённые в 1416 году. Это последняя из известных работ художников, она является одним из наиболее ярких памятников того, что принято называть итальянским готическим стилем.
Ораторий Иоанна Крестителя расположен в западной части центра города Урбино. Сохранилось лишь несколько документов, освещающих историю его создания. Деньги на строительство были выделены в 1365 году Финелло Уголини да Монтегвидуччо, однако, судя по документам, по крайней мере, до 1393 года строительство не было закончено. Ораторий находился рядом с госпиталем, принадлежавшим Конгрегации Джироламини, среди членов которой был набожный христианин по имени Пьетро Спаньоли, скончавшийся 24 июня 1415 года. После смерти его сочли святым, и похоронили в Оратории Иоанна Крестителя. Позднее Спаньоли был беатифицирован, то есть официально признан церковью блаженным. Поскольку роспись оратория последовала вскоре после смерти Пьетро Спаньоли, вполне возможна связь между этими двумя событиями.
Не сохранилось никаких архивных документов о заказчике росписей, их исполнителях, и выделенных на это суммах. Судя по щиту с римской эмблемой SPQR, изображённому в сцене «Распятия», заказчиком мог быть кто-то из римских высокопоставленных лиц. Итальянский историк Амико Риччи в своей работе об этих фресках, изданной в 1834 году, сообщил, что братьев Салимбени пригласил граф Урбино Гвидантонио да Монтефельтро (1377—1443), однако никаких подтверждающих документов не привёл. Под сценой «Распятия», расположенной на главной, алтарной стене, сохранилась надпись «ANNO DOMINO MCCCCXVI DIE VIII JULII LAURENTIVS DE SANCTO SEVERINO E JACOBUS FRATER EIUS HOC OPUS FECERUNT» (От рождества Христова 8 июля 1416 Лоренцо из Сан Северино и его брат Якопо сделали/завершили эту работу). Эта надпись определила атрибуцию фресок.
Судя по имеющимся данным, братья Салимбени полностью расписали всё помещение оратория. Из посвящённого житию Иоанна Крестителя цикла целиком сохранились лишь 12 сцен на правой стене, 5 сохранились во фрагментах на левой (восточной) стене. Особенностью цикла является то, что в нём подробно отражено детство Иоанна; детству посвящены восемь сюжетов в верхнем регистре росписей правой стены. Авторы фресок основывались на жизнеописании Иоанна, появившемся в XIV веке на итальянском языке. Его особенностью было преумножение роли матери Иисуса, Марии, в воспитании маленького Иоанна.

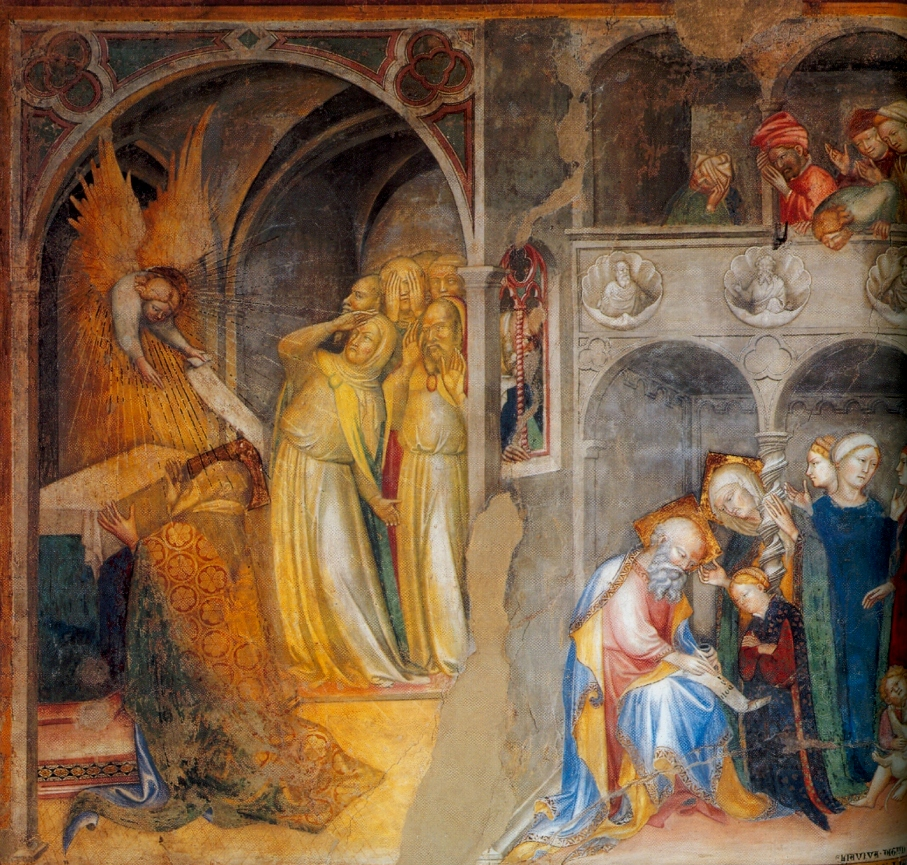
Салимбени. 1.Благовещенье Захарии. 2.Захария записывает сообщение ангела
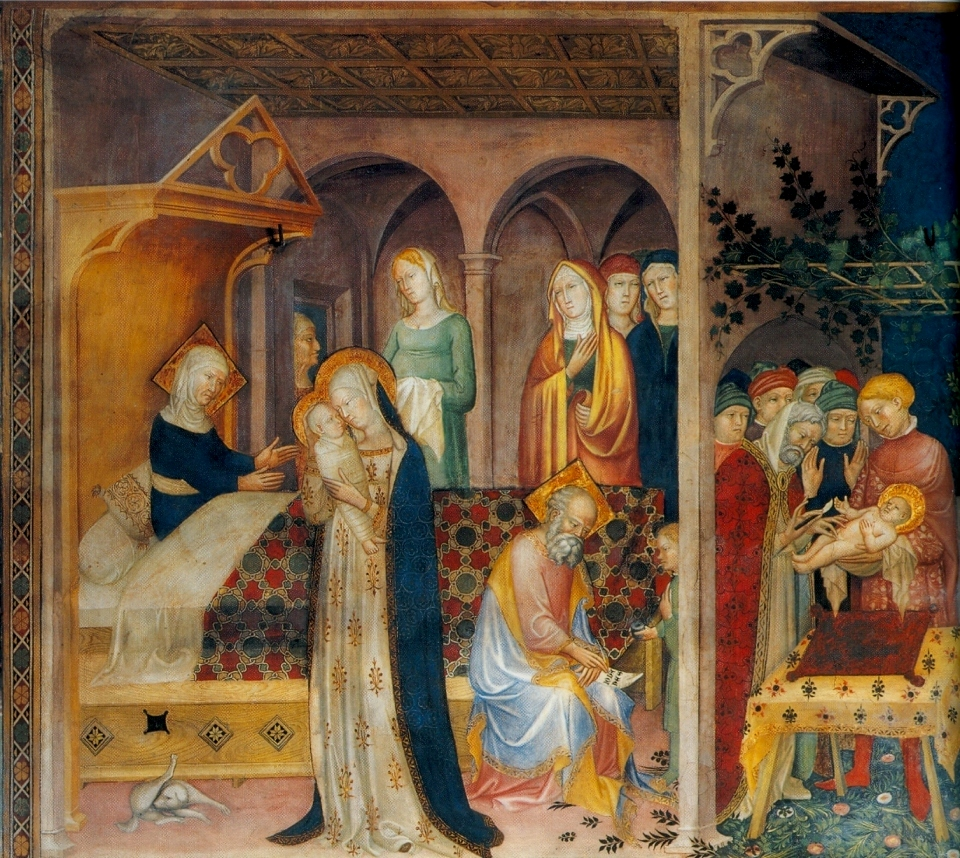
Салимбени. 1. Рождение Иоанна. 2. Обрезание Иоанна
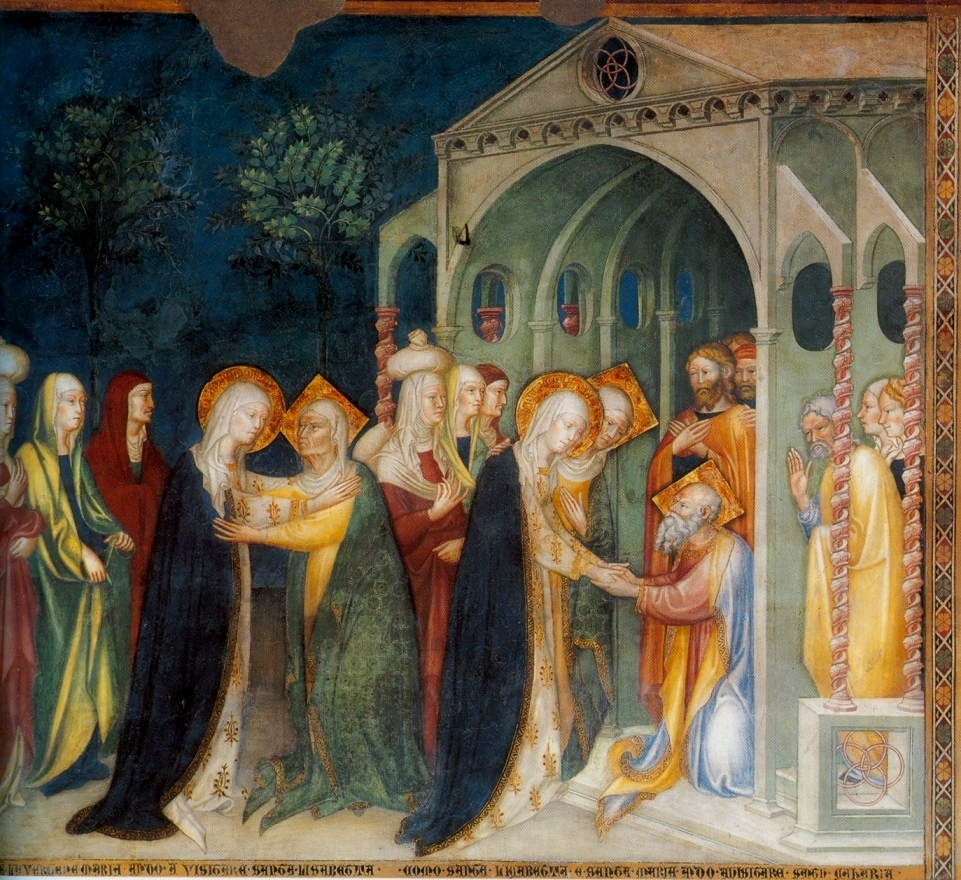
Салимбени. 1.Встреча Марии и Елизаветы. 2.Встреча Марии и Захарии
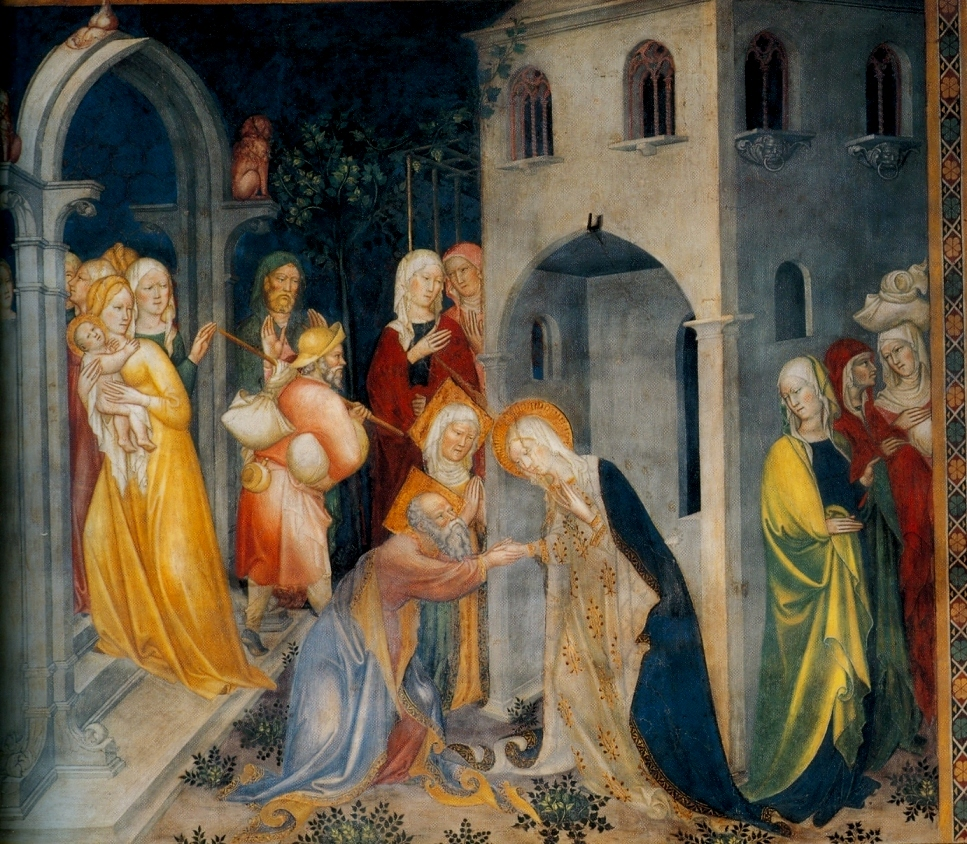
Салимбени. Мария и Иосиф покидают Захарию

В нижнем регистре правой (западной) стены братья Салимбени изобразили четыре сцены из публичной деятельности Иоанна: «Иоанн проповедует перед толпой», «Крещение неофитов», «Крещение Христа» и «Проповедь перед царём Иродом». В этих публичных сценах художники соединили «мир горний» с «миром земным», включив в них портреты своих современников. Идентифицировать этих людей сегодня нет никакой возможности. В своё время была предпринята попытка выдать двух персонажей в чёрном облачении из сцены «Проповеди перед Иродом» за автопортреты братьев Салимбени. Однако современные исследователи считают, что художники в данном случае изобразили участников монашеского братства, которое поддерживало ораторий и соседний госпиталь. Впрочем, их миссия в данной сцене не ясна.

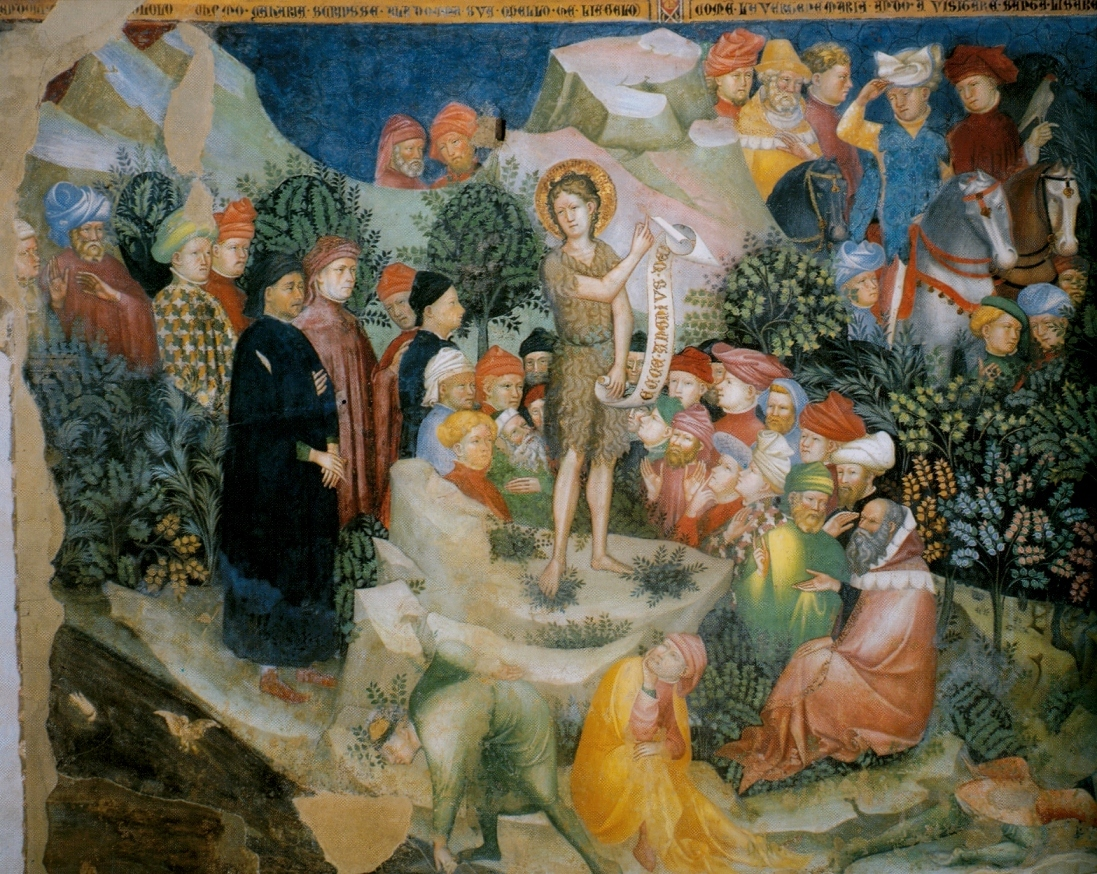
Салимбени. Проповедь Иоанна.
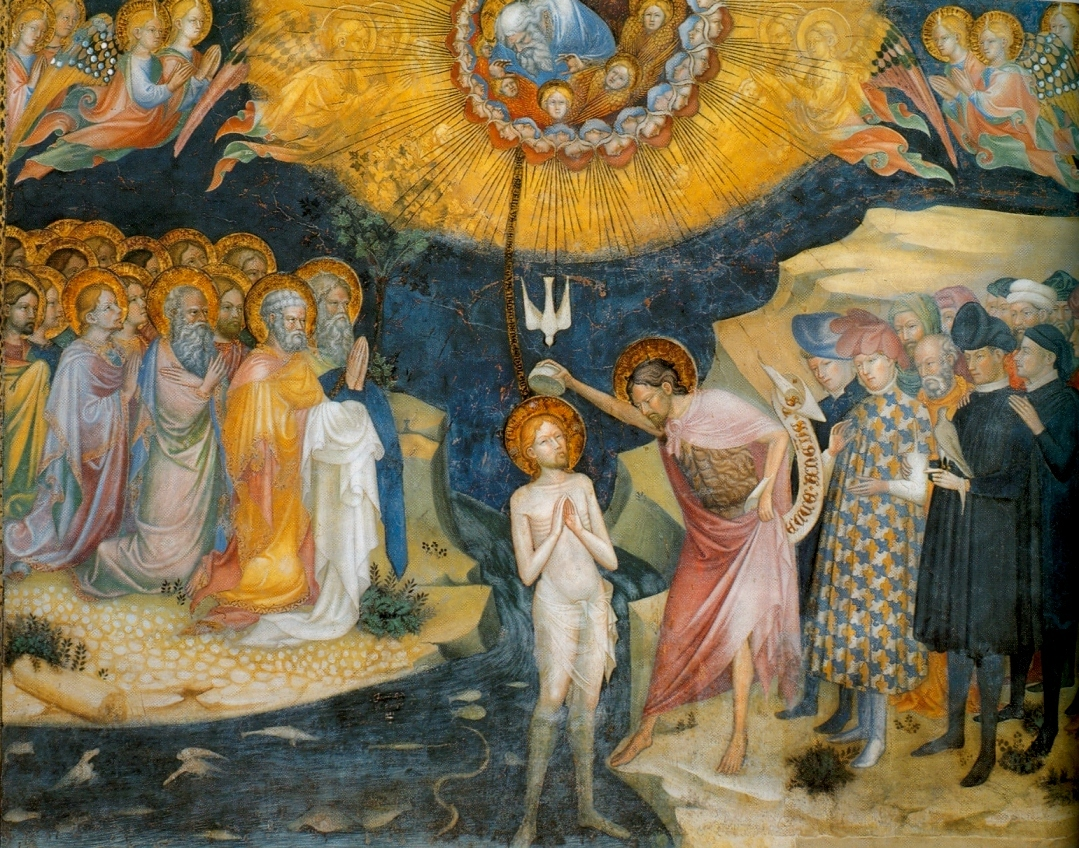
Салимбени. Крещение Христа.
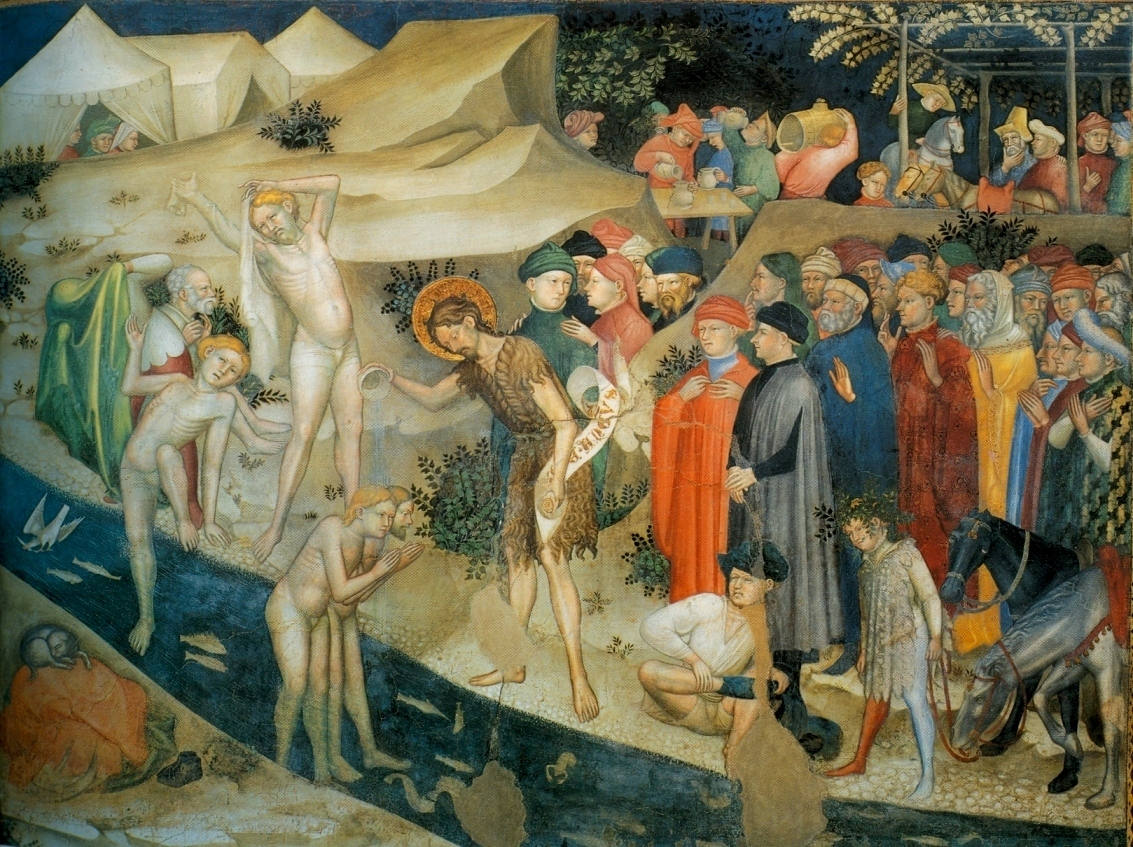
Салимбени. Крещение Иоанном новообращённых.
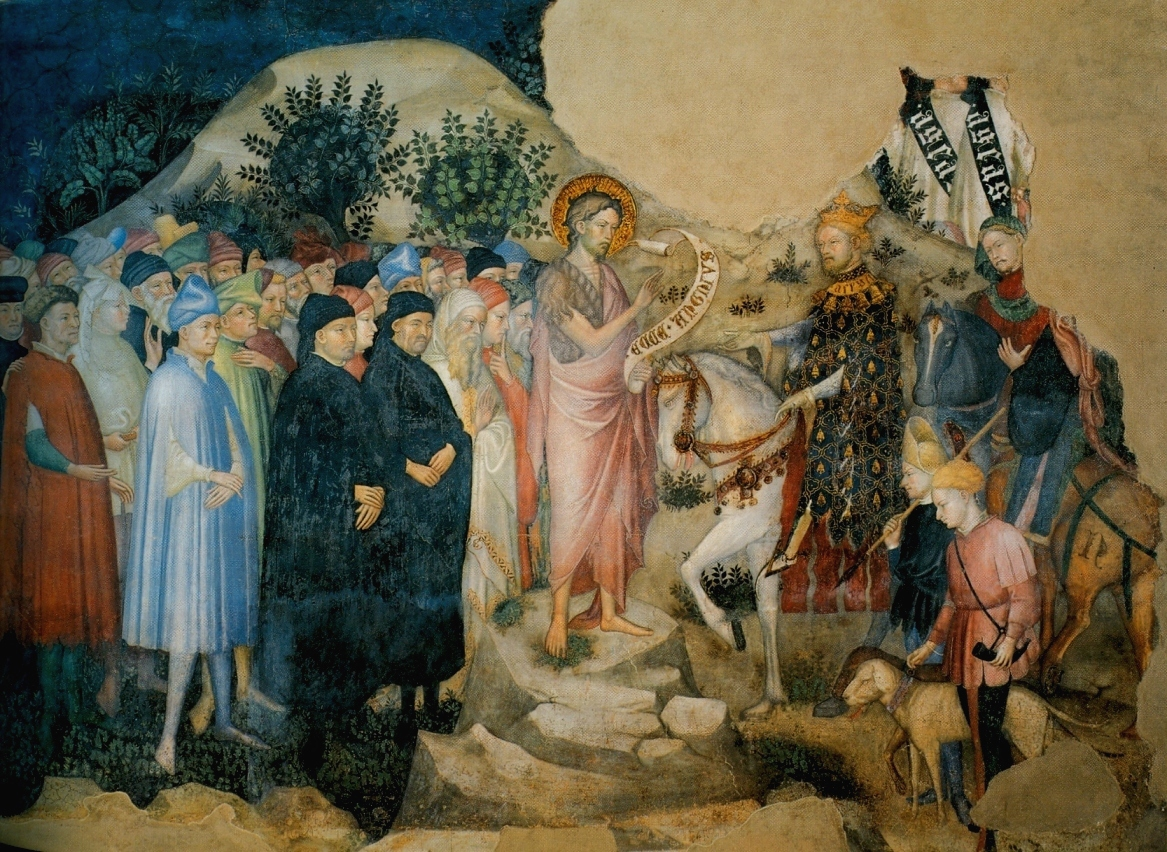
Салимбени. Иоанн проповедует перед Иродом.

Столь подробное изложение жития Иоанна свидетельствует о популярности святого в то время. Сцены из жития на правой (западной) стене расположены в следующем порядке:
1. Благовещенье, полученное отцом Иоанна, священником Захарией.
2. Захария записывает послание ангела.
3. Встреча Марии и Елизаветы.
4. Встреча Марии и Захарии.
5. Рождество Иоанна Крестителя.
6. Обрезание.
7. Мария и Иосиф покидают Захарию.
8. Встреча в дикой местности.
9. Иоанн проповедует перед толпой.
10. Крещение неофитов.
11. Крещение Христа.
12. Иоанн проповедует в присутствии Ирода.
На левой (восточной) стене сохранились остатки росписей со следующими сюжетами:
1. Ученики Иоанна уносят его мёртвое тело.
2. Погребение обезглавленного тела Иоанна.
3. Иоанн Креститель.
4. Мадонна с Иоанном Крестителем и св. Яковом.
5. Мадонна с Иоанном Крестителем и св. Себастьяном.

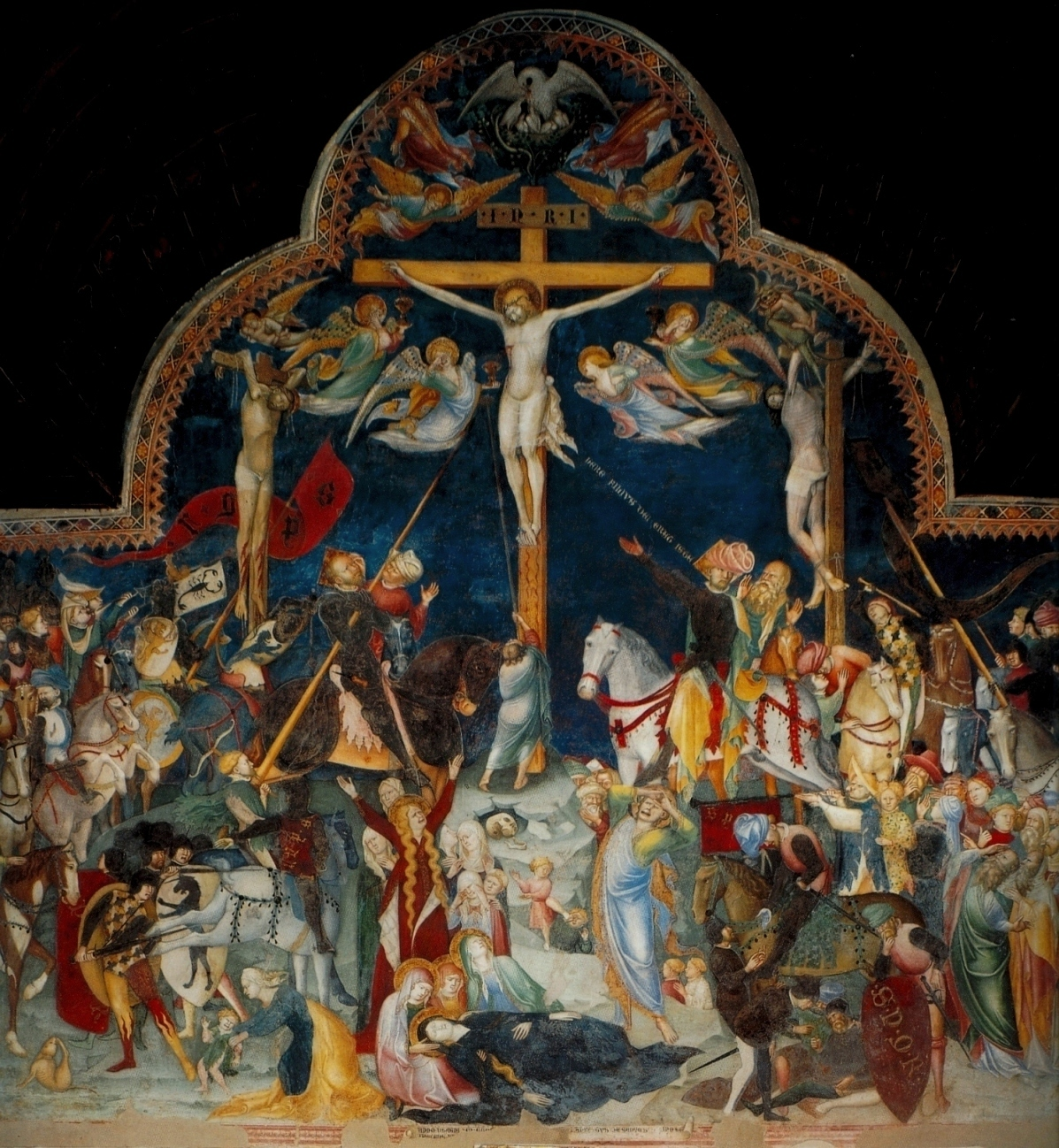
Салимбени. Распятие

Незначительные остатки фресок сохранились также на стене вокруг входа в ораторий. Там были изображены «Саломея уговаривающая Ирода», «Иоанн в темнице», и «Обезглавливание Иоанна». Однако самой большой и значительной фреской является «Распятие», написанное на алтарной стене церкви. Иконографически Распятие принадлежит циклу об Иоанне в том смысле, что Иоанн являлся предшественником (предтечей) Христа. Крестив Христа, Иоанн стал частью процесса Спасения, достигшего кульминации в жертвенной смерти Иисуса на кресте.

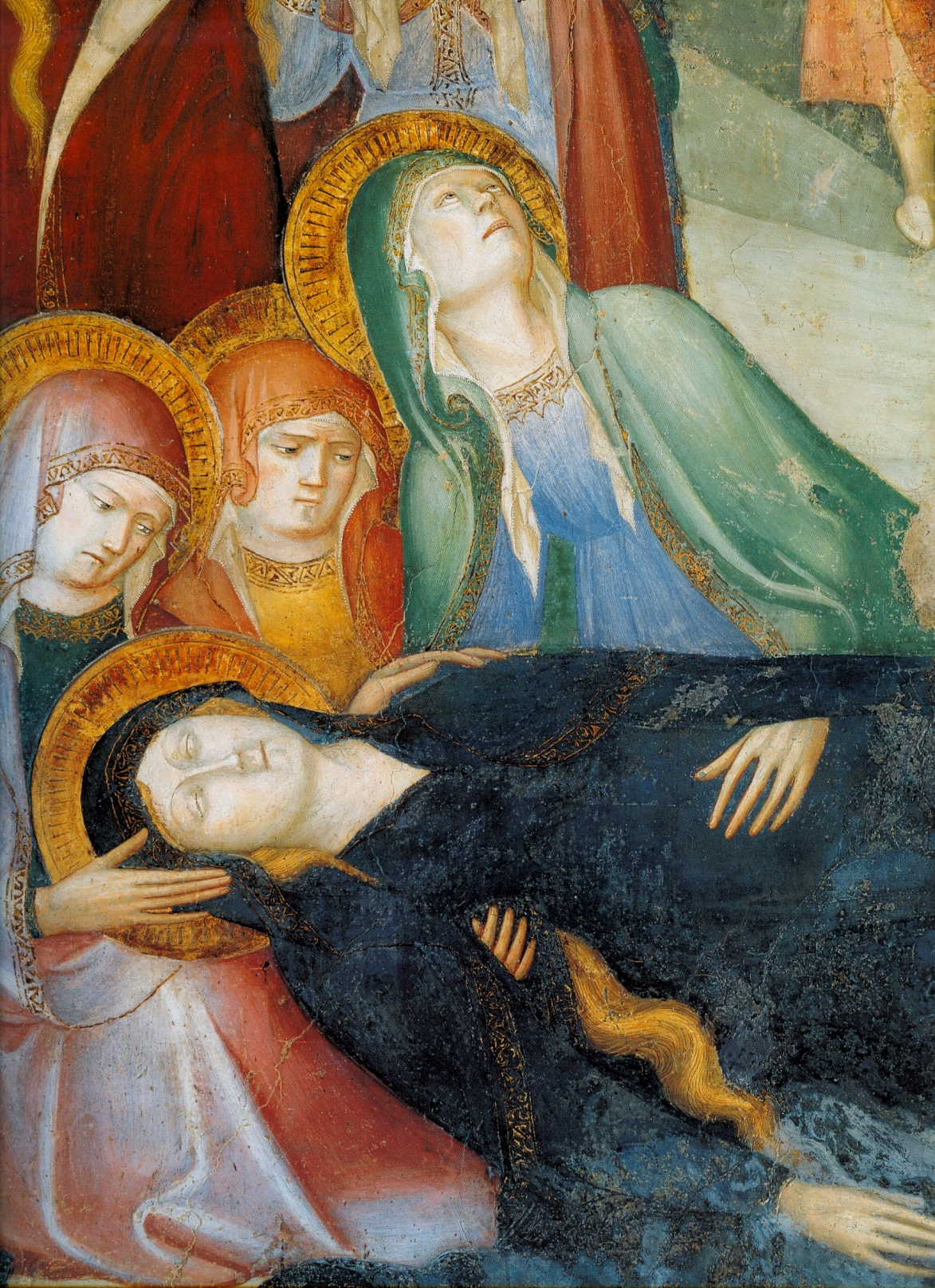
Салимбени. Распятие, деталь

Замечательное изображение пеликана с птенцами в самом верху фрески, символизирует жертвенность, так как в средневековье существовало поверье, будто пеликан способен расклевать себе грудь, чтобы накормить кровью своих птенцов. Этот мотив был особенно популярен в изображении Распятия в итальянском искусстве XV века. Иносказательным продолжением этой сцены жертвенности являются плачущие ангелы, чуть ниже собирающие кровь Христа в чаши. У подножья креста расположен череп Адама, символизирующий первородный грех, который искупил своей смертью Христос. Непосредственно под крестом братья Салимбени изобразили потерявшую сознание от горя Марию. Справа от неё, в несколько патетической позе, написана фигура Иоанна Крестителя. Наряду с обязательными для Распятия иконографическими мотивами, художники изобразили бытовые сюжеты, чтобы оживить и облегчить эту полную драматизма сцену; например, женщину, успокаивающую своего плачущего младенца, или собаку, которая лижет лапу.
В росписи оратория принимал участие ещё один художник, написавший портреты в бордюрах и сами бордюры. Исследователи считают, что это был Антонио Альберти из Феррары, который в 1423 году женился на уроженке Урбино, и с 1424 года перебрался в этот город на постоянное жительство.

## Краткая библиография
- Minardi Mauro. Lorenzo e Jacopo Salimbeni. Vicende e protagonisti della pittura tardogotica nelle Marche e in Umbria. Olschki. 2008.
- V. Sgarbi. Lorenzo-Jacopo Salimbeni di Sanseverino. — edito da Mazzotta, Milano. 1999.
- Steffi Roettgen. Italian Frescoes. The Early Renaissance. 1400—1470. Abbeville Press. N-Y. 1996.